# Maikel Austen
Maikel Austen is een Surinaams theatermaker, acteur, danser en choreograaf. Hij trad op in Suriname en Nederland en richtte bij terugkeer ArtLab Suriname op waarmee hij artistieke producties organiseert en stimuleert.

## Biografie
Maikel Austen trad rond 1972 op in de theatervoorstelling Indiaanse vertellingen van Franklin Lafour. Naast Lafour rekent hij Ilse-Marie Hajary (dans) en Henk Tjon (theater) tot de mensen die een grote inspiratie voor hem vormden.
Begin jaren 1980 danste hij bij het Nationaal Ballet Suriname, waaronder in 1982 samen met Marlène Lie A Ling in de hoofdrol van Revolutie '80, een stuk over de voortekenen van de militaire coup. Rond deze jaren vertrok hij naar Nederland, waar hij les had op de Dansacademie Lucia Marthas en deel uitmaakte van de dansgroep Black Vibrations van Felix White. Verder acteerde hij in televisieproducties van regisseur Frank Zichem, waaronder Familie Wijntak over een Surinaamse gezin met kinderen in Nederland. Ook speelde hij in deze jaren in de theatervoorstelling The kingdom (1983) van Henk Tjon en Rufus Collins en een jaar later in In de huid van een ander van schrijfster Thea Doelwijt en regisseuse Orsyla Meinzak.

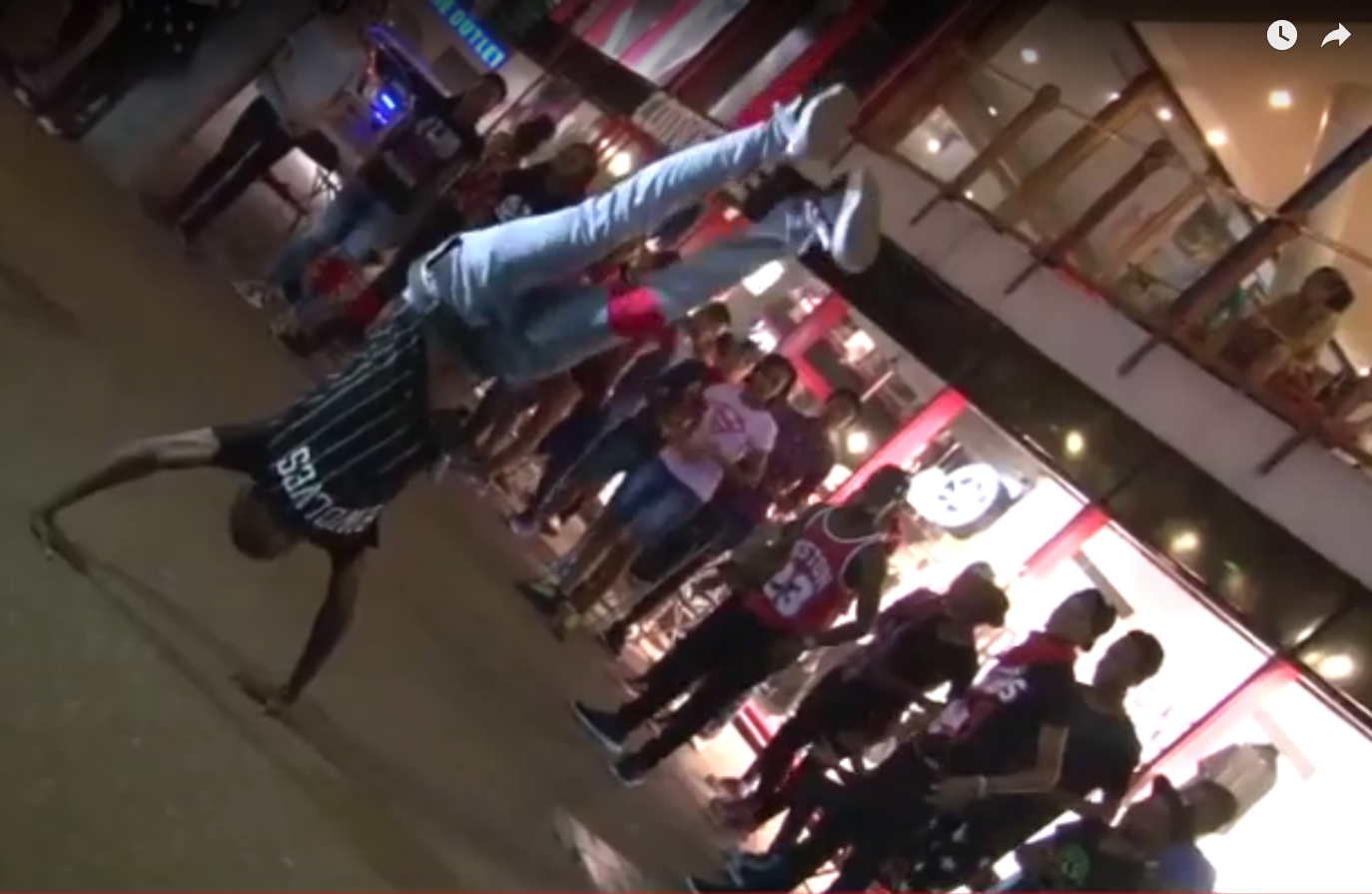
Flashmob bij de Hermitage Mall in 2015, georganiseerd door Maikel Austen

Na een carrière van enkele decennia in Nederland keerde hij terug naar Suriname, waar hij in 2001 de stichting ArtLab Suriname oprichtte, waarin hij zelf de rol van artistiek directeur heeft. Met het collectief organiseert en stimuleert hij nieuwe artistieke producties met het doel het niveau van artiesten in Suriname te verhogen. In 2002 ging zijn eerste dansvoorstelling in première, Ondro bon, waarin hij een postuum eerbetoon bracht aan Hajary en de door haar ontwikkelde dogla-stijl. In 2006 choreografeerde hij een pas de deux op een soko-psalm uit de winti-religie ter gelegenheid van Carifesta in Trinidad en Tobago, waarbij Ma Es de zang voor haar rekening nam. Verder organiseerde hij onder meer sinds 2008 jaarlijks het Rainforest Kunstfestival om bewustwording te creëren voor behoud van het regenwoud.
In 2012 was hij met een dansgroep op de Wereldexpo in Yeosu in de Zuid-Korea en opnieuw in 2017 op de Wereldexpo in Astana (sinds 2019 Nur-Sultan geheten), de hoofdstad van Kazachstan.